# LNFA Serie B 2023
La LNFA Serie B 2023 è la 16ª edizione del campionato di football americano di secondo livello, organizzato dalla FEFA. È formata da una serie di tornei locali; si conclude con una finale nazionale.

## Squadre partecipanti
| Club                                 | Città                      | Stadio | Sponsor ufficiale | Risultato nella stagione 2022 |
| ------------------------------------ | -------------------------- | ------ | ----------------- | ----------------------------- |
| Alicante Sharks                      | Alicante                   |        |                   |                               |
| Argentona Bocs                       | Argentona                  |        |                   |                               |
| Barcelona Búfals                     | Barcellona                 |        |                   |                               |
| Barcelona Pagesos                    | Barcellona                 |        |                   |                               |
| Barcelona Uroloki                    | Barcellona                 |        |                   |                               |
| Cantabria Bisons                     | Santander                  |        |                   |                               |
| Ducs Football                        | Castell-Platja d'Aro       |        |                   |                               |
| Extremadura Nómadas                  | Almendralejo               |        |                   |                               |
| Fuengirola Potros                    | Fuengirola                 |        |                   |                               |
| Fuenlabrada Wolverines               | Madrid                     |        |                   |                               |
| Granada Lions                        | Granada                    |        |                   |                               |
| Guadalajara Stings                   | Guadalajara                |        |                   |                               |
| Jerez Jaguars                        | Jerez de la Frontera       |        |                   |                               |
| Lliçà de Vall Panthers               | Lliçà de Vall              |        |                   |                               |
| Mairena Blue Devils                  | Palomares del Río          |        |                   |                               |
| Málaga Corsairs                      | Malaga                     |        |                   |                               |
| Mercenarios de Villamayor de Gállego | Villamayor de Gállego      |        |                   |                               |
| Pinto Goldbats                       | Pinto                      |        |                   |                               |
| Reus Imperials                       | Reus                       |        |                   |                               |
| Riudoms Rebels                       | Riudoms                    |        |                   |                               |
| Santa Coloma de Cervelló Legends     | Santa Coloma de Cervelló   |        |                   |                               |
| Telde Canes                          | Telde                      |        |                   |                               |
| Tenerife United                      | San Cristóbal de La Laguna |        |                   |                               |
| Terrassa Reds                        | Terrassa                   |        |                   |                               |
| Valencia Giants                      | Valencia                   |        |                   |                               |
| Valladolid Penguins                  | Valladolid                 |        |                   |                               |
| Vilafranca Eagles                    | Vilafranca del Penedès     |        |                   |                               |

## Stagione regolare

### Conferencia FEFA

#### Calendario

##### 1ª giornata
| 14 gennaio 2023 | Tenerife United | – referto | Telde Canes |  |

| Alicante 14 gennaio 2023 | Alicante Sharks | – referto | Valencia Giants | Estadio Municipal de Atletismo de Alicante |

| Pinto 14 gennaio 2023 | Pinto Goldbats | – referto | Fuenlabrada Wolverines | Estadio Municipal Rafael Mendoza |

##### 2ª giornata
| Saragozza 28 gennaio 2023 | Valencia Giants | – referto | Pinto Goldbats | Estadio Mundial 82 |

| Fuenlabrada 28 gennaio 2023 | Fuenlabrada Wolverines | – referto | Tenerife United | Polideportivo Fermín Cacho |

| Ojos de Garza 28 gennaio 2023 | Telde Canes | – referto | Alicante Sharks | Campo de fútbol Ojos de Garza |

##### 3ª giornata
| 11 febbraio 2023 | Tenerife United | – referto | Telde Canes |  |

| Pinto 11 febbraio 2023 | Pinto Goldbats | – referto | Alicante Sharks | Estadio Municipal Rafael Mendoza |

| Saragozza 11 febbraio 2023 | Valencia Giants | – referto | Fuenlabrada Wolverines | Estadio Mundial 82 |

##### 4ª giornata
| Ojos de Garza 4 marzo 2023 | Telde Canes | – referto | Tenerife United | Campo de fútbol Ojos de Garza |

| Alicante 4 marzo 2023 | Alicante Sharks | – referto | Pinto Goldbats | Estadio Municipal de Atletismo de Alicante |

| Fuenlabrada 4 marzo 2023 | Fuenlabrada Wolverines | – referto | Valencia Giants | Polideportivo Fermín Cacho |

##### 5ª giornata
| Alicante 18 marzo 2023 | Alicante Sharks | – referto | Fuenlabrada Wolverines | Estadio Municipal de Atletismo de Alicante |

| Pinto 18 marzo 2023 | Pinto Goldbats | – referto | Telde Canes | Estadio Municipal Rafael Mendoza |

| 18 marzo 2023 | Tenerife United | – referto | Valencia Giants |  |

##### 6ª giornata
| Pinto 1º aprile 2023 | Pinto Goldbats | – referto | Valencia Giants | Estadio Municipal Rafael Mendoza |

| Fuenlabrada 1º aprile 2023 | Fuenlabrada Wolverines | – referto | Alicante Sharks | Polideportivo Fermín Cacho |

#### 7ª giornata
| Ojos de Garza 15 aprile 2023 | Telde Canes | – referto | Tenerife United | Campo de fútbol Ojos de Garza |

| Saragozza 15 aprile 2023 | Valencia Giants | – referto | Alicante Sharks | Estadio Mundial 82 |

| Fuenlabrada 15 aprile 2023 | Fuenlabrada Wolverines | – referto | Pinto Goldbats | Polideportivo Fermín Cacho |

#### Classifica
| Pos. | Squadra                | PCT  | G | V | N | P | PF | PS |
| ---- | ---------------------- | ---- | - | - | - | - | -- | -- |
| 1    | Alicante Sharks        | .000 | 0 | 0 | 0 | 0 | 0  | 0  |
| 2    | Fuenlabrada Wolverines | .000 | 0 | 0 | 0 | 0 | 0  | 0  |
| 3    | Pinto Goldbats         | .000 | 0 | 0 | 0 | 0 | 0  | 0  |
| 4    | Telde Canes            | .000 | 0 | 0 | 0 | 0 | 0  | 0  |
| 5    | Tenerife United        | .000 | 0 | 0 | 0 | 0 | 0  | 0  |
| 6    | Valencia Giants        | .000 | 0 | 0 | 0 | 0 | 0  | 0  |

#### Verdetti
- I  TBD vincono la Conferencia FEFA e sono ammessi ai playoff di Serie B.

### XXI Liga Andaluza de Futbol Americano

#### Classifica
| Pos. | Squadra             | PCT   | G | V | N | P | PF | PS |
| ---- | ------------------- | ----- | - | - | - | - | -- | -- |
| 1    | Málaga Corsairs     | 1.000 | 1 | 1 | 0 | 0 | 34 | 13 |
| 2    | Fuengirola Potros   | .000  | 0 | 0 | 0 | 0 | 0  | 0  |
| 3    | Granada Lions       | .000  | 0 | 0 | 0 | 0 | 0  | 0  |
| 4    | Mairena Blue Devils | .000  | 0 | 0 | 0 | 0 | 0  | 0  |
| 5    | Jerez Jaguars       | .000  | 1 | 0 | 0 | 1 | 13 | 34 |

#### Verdetti
- I  TBD vincono la XXI Liga Andaluza de Futbol Americano e sono ammessi ai playoff di Serie B.

### XXXV LCFA Senior

#### Classifica
| Pos. | Squadra                          | PCT   | G | V | N | P | PF | PS |
| ---- | -------------------------------- | ----- | - | - | - | - | -- | -- |
| 1    | Barcelona Pagesos                | 1.000 | 1 | 1 | 0 | 0 | 48 | 0  |
| 2    | Argentona Bocs                   | 1.000 | 1 | 1 | 0 | 0 | 25 | 0  |
| 3    | Ducs Football                    | 1.000 | 1 | 1 | 0 | 0 | 6  | 0  |
| 4    | Terrassa Reds                    | 1.000 | 1 | 1 | 0 | 0 | 41 | 6  |
| 5    | Riudoms Rebels                   | .500  | 2 | 1 | 0 | 1 | 27 | 21 |
| 6    | Vilafranca Eagles                | .500  | 2 | 1 | 0 | 1 | 13 | 55 |
| 7    | Lliçà de Vall Panthers           | .000  | 1 | 0 | 0 | 1 | 7  | 13 |
| 8    | Reus Imperials                   | .000  | 1 | 0 | 0 | 1 | 0  | 25 |
| 9    | Barcelona Búfals                 | .000  | 1 | 0 | 0 | 1 | 15 | 27 |
| 10   | Barcelona Uroloki                | .000  | 1 | 0 | 0 | 1 | 6  | 41 |
| -    | Santa Coloma de Cervelló Legends | -     | - | - | - | - | -  | -  |

#### Verdetti
- I  TBD vincono la XXXV LCFA Senior e sono ammessi ai playoff di Serie B.

### II Liga Aragonesa de Futbol Americano

#### Classifica
| Pos. | Squadra                              | PCT   | G | V | N | P | PF | PS  |
| ---- | ------------------------------------ | ----- | - | - | - | - | -- | --- |
| 1    | Mercenarios de Villamayor de Gállego | 1.000 | 1 | 1 | 0 | 0 | 63 | 7   |
| 2    | Valladolid Penguins                  | 1.000 | 2 | 2 | 0 | 0 | 43 | 33  |
| 3    | Cantabria Bisons                     | .500  | 2 | 1 | 0 | 1 | 79 | 33  |
| 4    | Guadalajara Stings                   | .000  | 1 | 0 | 0 | 1 | 7  | 10  |
| 5    | Extremadura Nómadas                  | .000  | 2 | 0 | 0 | 2 | 7  | 116 |

#### Verdetti
- I  TBD vincono la Liga Aragonesa e sono ammessi ai playoff di Serie B.

## Playoff

### Tabellone
|  | Quarti di finale | Quarti di finale | Quarti di finale |  |  | Semifinali | Semifinali | Semifinali |  |  | XVI Final de la LNFA Serie B | XVI Final de la LNFA Serie B | XVI Final de la LNFA Serie B |  |
|  |                  |                  |                  |  |  |            |            |            |  |  |                              |                              |                              |  |
|  | TBD              |                  |                  |  |  |            |            |            |  |  |                              |                              |                              |  |
|  |                  |                  |                  |  |  |            |            |            |  |  |                              |                              |                              |  |
|  | TBD              |                  |                  |  |  |            |            |            |  |  |                              |                              |                              |  |
|  |                  | TBD              |                  |  |  |            |            |            |  |  |                              |                              |                              |  |
|  |                  |                  |                  |  |  |            |            |            |  |  |                              |                              |                              |  |
|  |                  |                  | TBD              |  |  |            |            |            |  |  |                              |                              |                              |  |
|  | TBD              |                  |                  |  |  |            |            |            |  |  |                              |                              |                              |  |
|  |                  |                  |                  |  |  |            |            |            |  |  |                              |                              |                              |  |
|  | TBD              |                  |                  |  |  |            |            |            |  |  |                              |                              |                              |  |
|  |                  | TBD              |                  |  |  |            |            |            |  |  |                              |                              |                              |  |
|  |                  |                  |                  |  |  |            |            |            |  |  |                              |                              |                              |  |
|  |                  |                  | TBD              |  |  |            |            |            |  |  |                              |                              |                              |  |
|  | TBD              |                  |                  |  |  |            |            |            |  |  |                              |                              |                              |  |
|  |                  |                  |                  |  |  |            |            |            |  |  |                              |                              |                              |  |
|  | TBD              |                  |                  |  |  |            |            |            |  |  |                              |                              |                              |  |
|  |                  | TBD              |                  |  |  |            |            |            |  |  |                              |                              |                              |  |
|  |                  |                  |                  |  |  |            |            |            |  |  |                              |                              |                              |  |
|  |                  |                  | TBD              |  |  |            |            |            |  |  |                              |                              |                              |  |
|  | TBD              |                  |                  |  |  |            |            |            |  |  |                              |                              |                              |  |
|  |                  |                  |                  |  |  |            |            |            |  |  |                              |                              |                              |  |
|  | TBD              |                  |                  |  |  |            |            |            |  |  |                              |                              |                              |  |

### Quarti di finale
| 2023 | TBD | – | TBD |  |

| 2023 | TBD | – | TBD |  |

| 2023 | TBD | – | TBD |  |

| 2023 | TBD | – | TBD |  |

### Semifinali
| 2023 | TBD | – | TBD |  |

| 2023 | TBD | – | TBD |  |

### XVI Final de la LNFA Serie B
| 2023 | TBD | – | TBD |  |

## Verdetti
- TBD Campioni della LNFA Serie B 2023